# Zaloška Gorica
Zaloška Gorica este o localitate din comuna Žalec, Slovenia, cu o populație de 46 de locuitori.